# حجينة عوجاء
حُجَيْنَة عوجاء نوع من الحجينة. عشبة دوفصية سبروتية. أوراقها سنانية تطول من 50 إلى 60 سم وتعوض من 3 إلى 4 سم. نصلها صلبة مخددة السطوح المعوجة لونها إلى الخضار الأطحل. تظهر بعد الإزهرار. شمراخها يرتفع نحو 30 سم. أزهارها كبيرة القد تطول من 5 إلى 8 سم. لونها إلى الخضار الموشج بالبرتقالي. شراعيفها أربعة منعطفة نحو الخارج. تنويرها يستمر من أيار إلى حزيران.